# Aubigné, Deux-Sèvres
Aubigné  là một xã ở tỉnh Deux-Sèvres trong vùng Nouvelle-Aquitaine phía tây nướcPháp. Xã này nằm ở khu vực có độ cao trung bình 99 mét trên mực nước biển.